# سیگندو دوراندل
سیگندو دوراندل (انگلیسی: Segundo Durandal؛ ۱۷ مارس ۱۹۱۲ – ) یک بازیکن فوتبال اهل بولیوی بود.
وی همچنین در تیم ملی فوتبال بولیوی بازی کرده‌است.